# Quando il signore ritrae dal vero
Quando il signore ritrae dal vero (When a Man's Married His Trouble Begins) è un cortometraggio muto del 1911. Il nome del regista non viene riportato nei credit del film.

## Produzione
Il film fu prodotto dalla Vitagraph Company of America.

## Distribuzione
Distribuito dalla General Film Company, il film - un cortometraggio in una bobina - uscì nelle sale cinematografiche USA il 16 maggio 1911. In Italia venne distribuito dalla Gaumont nel 1915.